# 나는 봄
나는 봄은 서울시립 여성 청소년 건강센터이다. 서울시 위기 십대여성 지원 조례에 의거 십대여성에게 안전한 환경을 조성하고 성폭력·성병·임신·성매매 등 위험한 환경에 노출된 여성 청소년들의 몸과 마음 회복을 위해 2013년 9월 대한민국 최초로 설립되었다. 청소년들은 여성건강의학과, 치과, 가정의학과 등의 진료를 받을 수 있고, 전문적인 심리상담도 받을 수 있다.
서울특별시 마포구 서교동 늘푸른여성지원센터 1, 2층에 설치되었고 초대 센터장은 백재희이다. 서울특별시는 5곳을 협력병원으로 지정했다. 센터에는 과목별 전문의가 요일별로 정기 근무하고 간호사 1명과 사회복지 전문 인력 7명이 상주한다. 센터 입구에 들어서면 카페처럼 꾸며진 대기실이 나오도록 해서 접근성을 높였다. 진료나 상담을 받기 전 기다리는 공간에는 탁자와 의자가 아닌 방석이 놓인 좌식 대기실을 두었는데, 가출 생활을 하는 청소년들이 다리를 펴거나 편안하게 잠을 자지 못하는 환경을 고려해 편안하게 다리를 뻗고 누울 수 있도록 한 것이다. 대기실 안쪽에는 치과·여성건강의학과 진료실, 상담실 등이 설치되어 있고 다목적 프로그램실에는 간단한 음식을 먹거나 생일 이벤트를 할 수 있는 공간이 마련되어 있었다.